# Цецилія Пруська
Цецилія Вікторія Анастасія Цита Тира Аделаїда Прусська (нім. Cecilie Viktoria Anastasia Zita Thyra Adelheid von Preußen; 5 вересня 1917, Потсдам, Королівство Пруссія -21 квітня 1975, Кенігштайн-ім-Таунус) — молодша дитина в сім'ї кронпринца Вільгельма, член дому Гогенцоллернов.

## Життєпис
Після Листопадової революції в Німеччині, яка скинула монархію, Цецилія покинула Потсдам з матір'ю Цецилією і провела перші кілька років у Олесницькому замку  у Силезії.
У 1932-1934 вступила до жіночого монастиря в Хайлігенграбі, а до цього працювала в берлінському архіві Гогенцоллернів.
Під час Другої світової війни працювала в аптеці потсдамського резервного лазарету, а потім склала іспит на медсестру у Німецькому Червоному Хресті.
З наближенням радянських військ до Берліна Цецилія перебралася до рідні до замку Вольфсгартен.
У 1949 вийшла заміж за техаського дизайнера інтер'єрів Клайда Кеннета Харріса і поїхала до нього в США.
У 1954 в Амарілло народилася їхня єдина дочка Кіра. Чоловік Цецилії помер за чотири роки. Сама Цецилія померла раптово в 1975 під час перебування на курорті Кенігштайн-ім-Таунус. Похована на невеликому сімейному цвинтарі в Офіцерському садку фортеці св. Михайла у замку Гогенцоллерн поруч із батьками.